# Maurice del Valle
Alfred Marie Maurice Napoléon François de Paule del Valle, född 25 april 1883 i Paris, död där 13 september 1965, var en fransk ishockeyspelare. Han var med i det franska ishockeylandslaget som kom på delad femte plats i de olympiska vinterspelen 1924 i Chamonix.